# Fundación Ecuador Libre
Ecuador Libre (EL) es un think tank de orientación liberal de Ecuador. Elabora informes periódicos de coyuntura económica y jurídica, organiza conferencias y seminarios, así como programas académicos y beca.
La principal misión del think tank es promover el cambio hacia una sociedad abierta y próspera de individuos libres y responsables.
Cada año envía a un grupo de profesionales a seminarios como la UElCato organizado por el Instituto Cato y al Latin America Liberty Forum de Atlas Network. La fundación ha recibido asesoría del exjefe del gobierno español  José María Aznar a través de Fundación FAES.

## Historia
Fundada como una organización sin fines de lucro en 2005, por iniciativa del empresario y político Guillermo Lasso, presidente de la organización desde entonces. Su primer Director Ejecutivo fue Pablo Arosemena Marriott. 
En agosto de 2018, Aparicio Caicedo asume la Dirección Ejecutiva e inicia la Cátedra Hayek en la Universidad de Especialidades Espíritu Santo cuyo objetivo es explicar los conceptos filosóficos más importantes que tienen lugar en los debates actuales, como la desigualdad económica, la legalización de las drogas, el aborto, la igualdad de género, la base ética del capitalismo.[cita requerida]  
Durante sus 15 años de historia, Ecuador Libre ha organizado varios eventos con personajes internacionales entre ellos Mario Vargas Llosa, Álvaro Vargas Llosa, Roberto Ampuero, Mauricio Rojas, José María Aznar, James Roberts, entre otros.

## Premios
En 2008, Fundación Ecuador Libre ganó el Premio Templeton de Atlas Network, en la categoría “Soluciones de Libre Mercado para la Pobreza”.
En marzo de 2019, Atlas Network y el Instituto Fraser le otorgaron una ayuda técnica y financiera a Ecuador Libre para realizar una auditoría que incluye un diagnóstico y propuestas sobre la situación económica y jurídica de Ecuador. El objetivo de la auditoría fue realizar propuestas para mejorar la posición del país en el Índice de Libertad Económica del Instituto Fraser.